# Jack Ram
Jack Ram (nacido en Sídney el 14 de enero de 1987) es un jugador de rugby tongano, que juega de flanker.
Ha representado a Tonga en el rugby 7 entre 2009-2015. Una de sus mayores victorias vino en 2012 cuando anotó un ensayo para ayudar al equipo de 7 de Tonga a derrotar a los Sevens de Fiyi por primera vez en la historia en el torneo Wellington Sevens 2012.
Debutó con la selección de Tonga en un partido contra Estados Unidos en Toronto el 29 de julio de 2015. 
Seleccionado para la Copa del Mundo de Rugby de 2015, salió desde el banquillo contra Georgia para reemplazar al lesionado capitán, Nili Latu. 
Jack Ram anotó sus dos primeros ensayos con la selección, en la victoria de su equipo sobre Namibia 35-21, enfrentamiento en el que fue elegido por los aficionados (a través de Twitter) como "Hombre del partido" (Man of the Match).